# Борат Сагдиев
Бо́рат Маргарет Сагди́ев (англ. Borat Margaret Sagdiyev) — вымышленный казахский журналист, персонаж английского комика Саши Барона Коэна, главный герой комедийного псевдодокументального фильма «Борат» и «Борат 2», а также один из главных персонажей шоу «Шоу Али Джи», ведущий которого другой персонаж Коэна — Али Джи. Борат Сагдиев также появлялся в фильме «Али Джи в парламенте».
В 2007 году Коэн заявлял, что завершает использование своих персонажей Бората и Али Джи.

## Биография
Борат Сагдиев — тележурналист, родившийся в 1972 году в вымышленном городе Кушкек (англ. Kuçzek).
Его родители — Асимбала Сагдиева и Насильник Болток, который также является его дедушкой со стороны матери. Был женат на Оксане Сагдиевой, сестре Насильника Болтока. Отношения с матерью неблагополучные, о чём Борат говорит «она считает, что лучше бы её изнасиловал другой». У Бората есть сестра Наталья, которую он называет четвёртой проституткой Казахстана, и с которой иногда вступает в половую связь, а также слабоумный младший брат Било, одержимый сексом и живущий в клетке.
Борат учился в университете Астаны, где изучал английский язык, журналистику и исследования чумы. Был несколько раз женат, в том числе на своих сводных сёстрах. Также вступает во внебрачные половые связи с подругой, любовницей, и как минимум одной проституткой. У Бората трое детей — 13-летний Билак, 13-летний Бирам (сын Бората и Натальи), и 12-летний Хуейльюис (любимец отца) — и девятнадцать внуков.
Борат сменил несколько профессий — от производителя льда до сборщика спермы животных. Он также утверждает, что работал отловщиком цыган, хвалясь тем, что может попасть в цыгана камнем на расстоянии 15 метров, если цыган закован в цепи, и с 10 метров, если нет.
Хобби Бората — настольный теннис, танцы диско, солнечные ванны, мастурбация, отстрел собак и фотографирование женщин (без их ведома) в туалете.
Борат — сексоман и гомофоб, расистски настроенный по отношению к евреям, узбекам и цыганам. Заявляет, что у него — самый тугой анус в деревне, так что им можно открыть бутылку «пепси-колы», а также, что пенис у него как банка Pringles. Переболел множеством болезней, среди которых гонорея, сифилис и герпес.
Религия — поклоняется соколу, позже принял христианство.

## Пародии и критика
Борат появляется в финале пародийной комедии США «Очень эпическое кино». Роль исполняет Дэнни Джекобс.
Вскоре после выхода фильма казахстанская группа Express (ныне несуществующая) из города Павлодара выпустила музыкальный клип, критикующий Бората Сагдиева, солист группы был загримирован под персонажа Сагдиева.